# Skovlund
Skovlund is een plaats in de Deense regio Zuid-Denemarken, gemeente Varde. De plaats telt 535 inwoners (2008).